# Musiques foraines
Musiques foraines opus 22 est un cycle de six pièces pour piano à quatre mains de Florent Schmitt. Composées entre 1895 et 1902, ce recueil illustre l'esprit moqueur et le sens de l'humour aiguisé du compositeur.

## Structure
1. Parade
2. Boniment de clowns
3. La belle Fathma
4. Les éléphants savants
5. La pythonisse
6. Les chevaux de bois

## Source
- François-René Tranchefort, Guide de la musique de piano et clavecin, éd.Fayard 1990 p.646